# Maison d'Erik
La maison d'Erik (suédois : Erikska ätten) est l'un des deux clans (avec la Maison de Sverker) qui rivalisent pour le contrôle du royaume de Suède entre 1150 et 1220.

## Origine
Le premier membre connu de la maison d'Erik qui entreprend de lutter pour le pouvoir contre la maison de Sverker est Erik Jedvarsson, plus tard considéré comme un saint catholique sous le nom d'Éric le Saint (suédois: Erik den helige). Il semble s'appuyer sur l'Uppland et les Svears contrairement à la lignée de Sverker l'Ancien originaire d'Östergötland.
Pendant cette période les provinces composant le royaume jouissaient d'une très large indépendance comme l'indique la Västgötalagen du XIIIe siècle. Le clan d'Erik favorise l'abbaye de Varnhem, dans laquelle plusieurs de ses membres ont leur sépulture. Les prétentions dynastiques d'Éric le Saint son vraisemblablement liées à l'origine de son épouse Christine Björnsdotter considérée traditionnellement comme une petite-fille du roi Inge Ier l'Ancien. Le prénom féminin de Catherine semble ensuite avoir été privilégié par les membres de la dynastie.
En 1226, deux lignées de la dynastie entrent en compétition : Knut Lange, qui se présente comme l'héritier adulte de Filip, le fils cadet d'Éric le Saint, dépose le roi mineur Éric XI de Suède (läspe och halte, c'est-à-dire le Bégue et le Boiteux) qui lui abandonne le royaume jusqu'en 1234, avant de le récupérer et de mourir en 1250. Le conflit se poursuit entre la lignée aînée et les deux fils de Knut jusqu'à ce qu'ils soient exécutés respectivement en 1248 et 1251.
Éric XI est le dernier roi en ligne masculine de la dynastie, car il meurt sans enfant survivant, bien que des généalogies postérieures fantaisistes lui attribuent une ou deux filles qui doivent plus surement être des filles ou des sœurs de Birger Jarl. Le neveu et successeur d'Éric XI est le fils mineur de sa sœur Ingeborg, il est élu roi sous le nom de  Valdemar Birgersson, mais placé sous la régence de son père Birger Jarl.
Bien que tous les rois suivants de Suède soient en réalité des descendants de la maison de Sverker, l'ascendance d'Erik passait pour prestigieuse dans les intrigues de pouvoir médiévales et modernes. Certains prétendants au trône comme Karl Knutsson sont même allés jusqu'à produire de fausses généalogies démontrant qu'ils étaient eux aussi les héritiers de la maison d'Erik.

## Généalogie
- Erik Jedvarsson († 1160), ép. Christine Björnsdotter
  - Knut Eriksson († 1196) ép. Cécile Johansdatter
    - Erik Knutsson († 1216) ép. Richardis de Danemark
      - Sophia ép.  Henri II Borwin de Mecklembourg
      - (?) Mariana ép. Barnim Ier de Poméranie
      - Ingeborg ép. vers 1234 Birger Jarl
        - Folkungar

      - Erik Eriksson läspe och halte († 1250) ép. en 1244 Katarina Sunasdotter

    - Trois fils anonymes tués en 1205

  - Marguerite ép. 1185 Sverre de Norvège
  - Catherine ép. Nikolas Simonsson Blaka
  - Filip
    - Holmger
      - Knut Holmgersson långe († 1234) ép. Helene Pedersdatter de Strange
        - Holmger Knutsson  exécuté en 1248
        - Filip Knutsson exécuté en 1251

## Articles liés
- Maison de Sverker
- Liste des rois de Suède

## Sources
- (de) Europäische Stammtafeln Vittorio Klostermann, Gmbh Frankfurt am Main, 2004  (ISBN 3-465-03292-6),  Die Könige von Schweden II, 1060-1250 aus dem Stenkil'schen, dem Erik'schen und dem Sverker'schen Geschlechte. Volume III  Tafel 115.
- (en) Philip Line, Kingship and state formation in Sweden, 1130-1290, Leiden, Brill, 2007, 697 p. (ISBN 978-90-04-15578-7 et 90-04-15578-3, lire en ligne).